# Predloka
Predloka este o localitate din comuna Koper, Slovenia, cu o populație de 74 de locuitori.